# Roberto Arlt
Roberto Godofredo Christophersen Arlt  (n.  2 aprilie 1900, Buenos Aires – d. 26 iulie 1942) a fost un prozator și dramaturg argentinian.

## Operă
- El diario de un morfinómano (1920)
- El juguete rabioso (1926)
- Los siete locos (1929)
- Los lanzallamas (1931)
- El amor brujo (1932)
- Aguafuertes porteñas (1933)
- El jorobadito (1933)
- Aguafuertes españolas (1936)
- El criador de gorilas (1941)
- Nuevas aguafuertes españolas (1960)

1. ↑   https://www.lanacion.com.ar/lifestyle/80-anos-sin-roberto-arlt-el-inventor-de-las-medias-de-mujer-que-no-se-corren-y-enfant-terrible-de-la-nid26072022/ Lipsește sau este vid: |title= (ajutor)
2. ↑   https://laciudadrevista.com/el-26-de-julio-de-1942-muere-roberto-arlt-el-gran-moderno-argentino/, accesat în 1 august 2024 Lipsește sau este vid: |title= (ajutor)
3. ↑  Autoritatea BnF, accesat în 10 octombrie 2015